# Macrosteles quadrilineatus
Macrosteles quadrilineatus är en insektsart som beskrevs av Forbes 1885. Macrosteles quadrilineatus ingår i släktet Macrosteles och familjen dvärgstritar. Inga underarter finns listade i Catalogue of Life.